# Gradski stadion Inđija
Das Gradski stadion Inđija (serbisch-kyrillisch Градски стадион Инђија; serbisch für „Stadtstadion bzw. Städtisches Stadion Inđija“) ist ein „reines“ Fußballstadion und Heimstätte des FK Inđija, einem serbischen Fußballverein aus Inđija, dessen Kapazität 4.000 Sitzplätze beträgt. Im Stadion fanden Spiele der Sommer-Universiade 2009 und der U-17-Fußball-Europameisterschaft 2011 statt.

## Geschichte

### Stadionentwicklung (1933–2009)
Das 1933 erbaute Stadion liegt nahe dem Stadtzentrum und dem Bahnhof bzw. unmittelbar neben der Bahnstrecke Belgrad–Subotica–Budapest. Daher ist das Stadion auch als Stadion kraj železničke stanice bekannt, was in etwa für „Stadion neben dem Bahnhof“ steht. Es wurde auf dem Gelände eines früheren Lokomotiven-Depots errichtet. Bereits seit Jahrzehnten ist es das Zentrum der Sport- und Fußballaktivitäten der Stadt Inđija. Gleich nach der Gründung des Vereins FK Železničar, dem Vorgänger des FK Inđija, wurde das Gelände eingezäunt und eine hölzerne sowie überdachte Tribüne mit der Kapazität für 600 Zuschauer aufgestellt.
Umkleideräume wurden erst 1962 gebaut. Bis dahin zog man sich in einem Café gegenüber dem Stadion um. Die altersschwachen Holztribüne wurden erst 1970 ersetzt. Eine weitere Tribüne kam im selben Jahr hinzu. Seitdem wurde kaum noch ins Stadion investiert. In jüngerer Zeit verschärften sich jedoch die Anforderungen sowohl an die Zuschauersicherheit als auch den Komfort, sodass 2006 das Stadion größtenteils renoviert und komplett mit Sitzplätzen ausgestattet wurde, wodurch sich die Gesamtkapazität auf 2.000 Plätze reduzierte. Die Sportstätte konnte zuvor insgesamt zwischen 4.000 und 5.000 Menschen Platz bieten.

### Stadion heute (2009–heute)
Kurz vor Beginn der in Serbien stattfindenden Sommer-Universiade 2009, auch als Weltsportspiele der Studenten bekannt, wurde das Stadion umfangreich renoviert. Dafür wurde unter anderem eine neue Nordtribüne mit 2.500 Plätzen errichtet und erstmals eine Westtribüne mit 800 Plätzen. Alle Tribünen wurde komplett mit Sitzplätze ausgestattet, sodass heute insgesamt 4.000 Plätze zur Verfügung stehen. Durch den Umbau erhielt das Stadion fünf Eingänge inklusive neuer Eingangstore, um somit die Sicherheit in den Zuschauerbereichen zu erhöhen. Parallel dazu wurde ein neuer Zaun um die Nordtribüne gebaut und die gesamte Stadionumzäunung verbessert. Der Eingang auf der Nordwestseite des Stadions wurde gepflastert, der hauptsächlich für Busse, Dienst- und Feuerwehrfahrzeug sowie für den Rettungs- und Krankentransports vorgesehen ist. Ein Blitz- und Brandschutzsystem wurde rund um das gesamte Stadion errichtet, letzteres wird durch ein neues Hydrantennetz unterstützt.
Das Spielfeld wurde planiert, mit einem neuen Rasen und eine Bewässerungssystem ausgestattet sowie auf die Fläche von 105 × 65 Meter erweitert. Ebenfalls wurde es mit einem modernen Bewässerungssystem ausgestattet. Zudem wurden neue Tore aus Aluminium installiert und hinter diesen Schutznetze aufgestellt. Des Weiteren wurde auch eine automatische Anzeigetafel der Größe 5 × 3 Meter installiert. Der Innenraum des Stadions wurde ebenfalls renoviert. So wurden Umkleide- und Baderäume erneuert und mit einem neuen Wasserversorgungssystem ausgestattet. Aufenthaltsräume wurden erweitert und modernisiert, ebenso wie der Pressebereich. Auch eine VIP-Lounge mit einer Kapazität von 20 Plätzen wurde eingerichtet. Innerhalb des Stadions gibt es auch ein Restaurant mit einer Kapazität für 100 Gäste, das ebenfalls renoviert wurde. Nahe dem Stadion befindet sich auch einer von zwei Hilfsplätzen des Vereins.

## Zukünftige Entwicklungen
Am Stadion sind weitere Umbauten geplant, um so den vom Fudbalski savez Srbije (FSS), dem Serbischen Fußball-Bund, und den von der FIFA bzw. UEFA vorgegebenen Sicherheitsstandards für nationale und internationale Fußballveranstaltungen sowie dem UEFA-Stadioninfrastruktur-Reglement gerecht zu werden. Das Stadion soll daher in naher Zukunft auf 9.000 Plätze ausgebaut werden.